# Capital universel
Ne doit pas être confondu avec Revenu de base ou Salaire à vie.
 (mai 2018).
Si vous disposez d'ouvrages ou d'articles de référence ou si vous connaissez des sites web de qualité traitant du thème abordé ici, merci de compléter l'article en donnant les références utiles à sa vérifiabilité et en les liant à la section « Notes et références ».
 (mai 2018).
- Si vous ne connaissez pas le sujet, laissez ce bandeau (vous pouvez alors contacter les auteurs).
- Si vous supprimez le contenu mis en cause (vous pouvez préalablement contacter les auteurs),

argumentez précisément cette suppression dans la page de discussion
(un manque de référence n'est pas un argument ; une recherche réelle de référence doit avoir été effectuée, être formellement documentée).
 (mai 2023).
L'idée du capital universel, encore appelé, capital de départ pour les jeunes ou dotation en capital pour les jeunes, est historiquement celle d'un capital versé à un âge donné, à chacun des jeunes membres d'une communauté pour l'aider à se lancer dans la vie active (ou productive). 
Au XXIe siècle, le capital de départ, encore appelé capital universel, capital de base ou capital pour tous, se définirait comme une somme d’argent attribuée par une entité politique à chacun de ses jeunes membres à un âge donné pour l’aider à démarrer dans la vie. C’est, dans une certaine mesure, la transposition à l’échelle de la société de la dot que, dans de nombreuses cultures, les jeunes époux reçoivent de leurs familles à l’occasion du mariage. 
Si le principe du capital de départ répond, sur le plan philosophique, aux idéaux d’égalité et de justice sociale, son apparition dans le débat d’idées à partir des années 1990 (avec le revenu de base) est sans doute la conséquence de l’aggravation des inégalités de revenu et de patrimoine qui affecte les pays occidentaux depuis quelques décennies.

## Histoire
Le capital de départ a été une pratique courante dans les civilisations agraires de l’antiquité. Dans l’ancienne Chine, chez les Incas et les Aztèques, chez les Germains, une règle ou coutume consistait à ce que chaque jeune couple reçoive en se mariant un lot de terre dont il avait l’usufruit sa vie durant. Cette pratique a peu à peu disparu avec l’essor de l’économie d’échanges et l’extension du champ de la propriété privée héréditaire mais elle était encore vivante au sein du mir russe en 1917.   
Avec la révolution industrielle, la notion de capital a changé de nature. Les appels à la redistribution des terres -encore fréquents au XVIIIe siècle sous la plume d’ecclésiastiques comme Gabriel Bonnot de Mably, Étienne-Gabriel Morelly ont fait place à une revendication nouvelle : donner un pécule à chaque jeune arrivant à sa majorité. 
Un des premiers à défendre cette idée a été l’anglais Thomas Payne. Venu prêter main-forte à la Révolution française après avoir activement participé à la Déclaration d’indépendance américaine. Il publia deux ouvrages, « Les Droits de l’Homme » en 1791 et « Agrarian Justice » en 1796. Il y proposait d’améliorer la condition des pauvres en distribuant des allocations aux familles, des retraites aux personnes âgées… et en donnant un capital aux jeunes. 
L’idée fut reprise cinquante ans plus tard, en 1853 par le français, François Huet, député à l’Assemblée nationale française, dans un livre intitulé « Le règne social du christianisme ». Ignorée par la gauche, séduite par les idées de Karl Marx, ainsi que par les libéraux, adeptes d’Adam Smith et du laissez faire, l’idée de donner aux jeunes un capital de départ retomba alors dans l’oubli pour n’en sortir que 150 ans plus tard, dans les années 1990 lorsque le modèle social démocrate, qui avait connu son heure de gloire pendant les trente glorieuses, se trouva confronté à une aggravation des inégalités de revenu et de patrimoine provoquée notamment par la mondialisation, la robotisation, l’allongement de la durée de la vie.  
Trois livres préconisèrent alors l’instauration du capital de départ : 
1. « Un capital. De l’État redistributeur à l’État prêteur »[6] en 1996,
2. « The Stakeholder Society »[7] des américains Anne Alstott et Bruce Ackerman en 1999,
3. « Un Capital. Réponse à Karl Marx »[8] du français Bernard Berteloot en 2017.

En France, en 2009, l'idée d'une dotation en capital pour les jeunes avaient été proposée par Martin Hirsch alors président de la Commission de concertation sur la jeunesse , puis en 2018, l’idée de capital de base a été évoquée par l'ancien président de la République François Hollande dans son livre « Les leçons du pouvoir ».

## Aspects philosophiques
Depuis Thomas Paine, à qui en revient la paternité, l’idée de donner un capital de départ aux jeunes s’inscrit dans les courants philosophiques du libéralisme et de l’utilitarisme. 
Dès 1791 Payne affirmait en effet : « Quelle que soit la forme ou la constitution d’un gouvernement, elle ne doit avoir d’autre objet que le bien général. Quand, au lieu de cela, elle tend à créer ou à augmenter la misère d’aucune des parties de la société, elle est fondée sur un mauvais système et il faut nécessairement une réforme ». Payne se situait donc plus dans la ligne de Jeremy Bentham que de celle d’Adam Smith dont il était pourtant un fervent partisan.
Lorsque le français François Huet reprit la même idée en 1853 dans son ouvrage « Le Règne social du christianisme », il la présenta cette fois comme un droit fondamental, donc relevant du libéralisme politique : « Ayant sa place dans la série des générations humaines, chaque homme n’a-t-il pas droit au capital héréditaire qui est leur commune conquête ? ». Il insista aussi sur le fait que le capital de départ est une condition de la liberté individuelle : « L’homme qui n’a pas démérité a le droit de vivre libre. Or, on l’a dit et on ne saurait trop le redire, la propriété est une condition absolue de la liberté. Comment donc, au lieu d’un droit général, en faire un monstrueux privilège ? ».
Quand enfin, près de cent cinquante ans plus tard, le capital de départ réapparut dans le débat d’idées, ses promoteurs le défendirent au nom de l’égalité des chances et de la justice sociale (expression qui était entrée dans le langage courant quelques décennies plus tôt). 
Bruce Ackerman et Ann Alstott, dans « The Stake holder society », présentent le capital de départ comme le moyen de rétablir l’égalité des chances qui a été longtemps le pilier de la démocratie américaine mais qui est désormais mise à mal par l’augmentation permanente des inégalités. 
Bernard Berteloot se place d’abord sur le plan de la justice sociale. Reprenant la définition de John Rawls, pour qui une société juste est une société « où chacun accepte et sait que les autres acceptent les mêmes principes de justice ». Il considère le capital de départ et l’égalité des chances face au capital qui en résulterait comme le seul moyen de parvenir à un tel consensus et d’instaurer la justice et l’harmonie sociale.

## Aspects économiques
D'après l'économiste anglais Anthony B. Atkinson : « Tout le monde ou presque est favorable à l’égalité des chances. Si c’est le cas, cela suppose une relative égalité face à l’héritage et les transmissions de patrimoine réalisé de son vivant. C’est pourquoi, je me prononce pour une dotation en capital. En soi, c’est une vieille idée. John Stuart Mill estimait en 1861 que l’État doit favoriser la répartition des richesses plutôt que leur concentration. Je propose que les recettes, issues de la taxation des héritages et de tous transferts de richesses, soient affectées à un fonds pour financer un héritage minimum universel, distribué à tous, à l’âge de 18 ans. L’héritage minimum permettrait de promouvoir l’égalité des chances. » 
Dans « La Justice agraire », publié en 1797, l’intellectuel Thomas Paine précise : « Quand un jeune couple commence dans le monde, la différence est extrêmement grande s'ils commencent avec rien ou avec 15 livres chacun. Avec cette aide ils pourraient acheter une vache, et des instruments pour cultiver quelques acres de terre ; et au lieu de devenir des fardeaux pour la société, ce qui est toujours le cas quand les enfants sont produits plus rapidement qu'ils peuvent être nourris, ils seraient mis en position de devenir des citoyens utiles et profitables. Les domaines nationaux se vendraient aussi mieux si des aides pécuniaires étaient fournies pour les cultiver en petits lots. »
D'après Bernard Berteloot, à condition de pouvoir être considéré comme un véritable « capital » (entre 80 000 dollars et 50 000 euros), le capital de départ devrait avoir des conséquences importantes pour les jeunes qui ne peuvent compter sur leur famille pour les aider matériellement. En leur évitant de devoir s’endetter pour financer leurs études, en leur permettant d’acquérir un logement, de créer une entreprise, et de démarrer dans la vie sur des bases financières solides, le capital de départ changerait la vie d’un grand nombre de jeunes. Un petit nombre le dilapiderait mais les défenseurs du capital de départ considèrent qu’ils seraient peu nombreux et que l’argument n’est pas une raison suffisante pour s’opposer à ce qui devrait être une importante avancée sociale. Le capital de départ pourrait aussi avoir des conséquences économiques importantes. En opérant un transfert massif et récurrent de capital en faveur des jeunes ménages, en leur permettant d’acquérir un logement et de faire l’économie d’un loyer, tout laisse à penser qu’il dynamiserait la consommation, l’investissement privé et la croissance, les secteurs les premiers concernés étant l’immobilier et le bâtiment. Enfin, et dans la mesure où il apparaît comme une réponse possible à la critique marxiste du système capitaliste, la mise en œuvre du capital de départ devrait mettre fin, au moins théoriquement, à l’affrontement qui oppose depuis cent cinquante ans les partisans de l’égalité « réelle » et les défenseurs de la liberté. Cette dimension idéologique du capital de départ devrait avoir de profondes conséquences politiques et sociales.

## Les réflexions sur son financement
Pour Bernard Berteloot, la mise en œuvre du capital pour tous semble simple puisqu’elle suppose l’attribution d’une somme d’argent à chaque individu à un âge donné, une seule fois dans sa vie. La redistribution du capital apparaît de son point de vue comme beaucoup plus facile à réaliser que la redistribution des revenus qui nécessite la mise en place d’une importante bureaucratie. 
La question du financement est déterminée par le montant du capital de départ attribué chaque année à tous les membres d’une classe d’âge. En retenant par exemple le montant de 50 000 euros évoqué par les ouvrages récents parus sur le sujet, le coût annuel d’un tel projet serait de 40 milliards pour la France, de 50 milliards pour l’Allemagne. Il est à noter ici que la somme est importante mais modeste comparée à ce que coûterait la mise en œuvre du revenu universel : donner 100 Euros chaque mois à chaque français coûterait 78 milliards par an (le double d'un capital de départ de 50 000 euros).
Alors que le revenu universel ne peut être financé, étant donné l’ampleur des sommes en jeu, que par la redistribution des revenus, le capital de départ s’inscrit dans une logique de redistribution du capital et a donc vocation à être financé par l’imposition du patrimoine. 
Bernard Berteloot dans son ouvrage « Un Capital. Réponse à Karl Marx » propose un mécanisme moins onéreux pour les finances publiques, à savoir une avance sur héritage (ce que les notaires appellent avance d’hoirie) sans intérêt de 50 000 euros versée à tous les jeunes français qui, à 28 ans, n’auraient encore reçu ni héritage ni donation, avance qu’ils rembourseraient le jour où ils hériteraient. Le coût de cette mesure pour la France serait de 30 milliards la première année et diminuerait ensuite chaque année de 1,5 % grâce au flux croissant des remboursements. Il pourrait être financé par un impôt provisoire de 0,3 % sur l’ensemble du patrimoine des ménages (10 000 milliards) impôt qui diminuerait lui aussi de 1,5 % chaque année. Fondé sur un mécanisme de crédit, le système s’autofinancerait donc au fil des ans (ce qui permet d’envisager une avance sur héritage largement supérieure à 50 000 euros). 
Par ailleurs, Bruce Ackerman et Ann Alstott proposent dans leur livre « The Stockholder Society » de financer leur capital de départ de 80 000 dollars par un impôt de 2 % sur les patrimoines de 40 % des Américains les plus riches.

## Autres sources et articles
- L'héritage pour tous, une idée qui fait son chemin en Allemagne, Nathalie Steiwer, Les Echos, décembre 2021
- Les jeunes ont cruellement besoin d'un « capital de départ », Niels Planel, professeur invité à Sciences Po Paris), Les Echos, 20 février 2021
- Stanislas Guerini propose un « prêt » de 10 000 euros pour chaque jeune de 18 à 25 ans, Alexandre Lemarié, Le Monde, janvier 2021
- Demain, un capital de départ pour chaque jeune ?, Julien Damon, LesEchos, décembre 2020
- "Un héritage de 120 000 euros pour tous à 25 ans" : l'idée insolite de l'économiste Thomas Piketty, Robin Serradeil, La dépèche, décembre 2019
- Pour une dotation universelle en capital, Philippe Gillig, Alternatives économiques, juin 2017
- D'où vient l'idée de "capital universel" proposée par Hollande ?, Pascal Riché, NouvelObs, novembre 2016
- Peut-on éviter une société d’héritiers ?, Note d’analyse no 51, Stratégie.gouv, mars 2017
- Le patrimoine universel : une future usine à gaz signée François Hollande ?, Capital, décembre 2016
- Le "patrimoine universel", nouvelle utopie électorale de François Hollande?, L'express L'expansion, Laurent Martinet, octobre 2016
- Le "patrimoine universel", L'avance sur héritage généralisée ou comment sauver notre modèle social, Eric Pictet, l'Opinion, 3 décembre 2014
- Une plus juste répartition du capital, Eric Pictet, Les Echos, 21 juillet 2010
- Les dotations en capital pour les jeunes, Pierre-Yves Cusset, agrégé de sciences sociales et Julien Damon, Professeur associé à Sciences-Po (Master d’urbanisme), « Les dotations en capital pour les jeunes», Droit social, no 12, 2009, p. 1159-1168
- « Les inégalités en héritage », Lettre de l’OFCE, no 284, 2007
- « Protection sociale et solidarité en France. Évolutions et questions d’avenir», Mireille Elbaum, Revue de l’OFCE, no 102, 2007
- Jacques Delors, Michel Dollé, « Investir dans le social », Paris, Odile Jacob, 2009
- « Face à la crise. Matériaux pour une politique de civilisation » , Luc Ferry, rapport au Premier ministre, Odile Jacob, 2009
- Eric Deschavanne, Pierre-Henri Tavoillot, « Philosophie des âges de la vie », Paris, Grasset, 2007
- La dotation en capital pour les jeunes ne convainc pas l'Élysée, Étienne Lefebvre, Les Echos, juillet 2009
- La dotation en capital pour les jeunes, Rapport n°9 - 2007, Centre d'analyse stratégique du Premier Ministre, 2007
- Ackerman (B.), Alstott (A.) et Van Parijs (P.) (dir.), Redesigning redistribution. Basic Income and Stakeholder Grant as Cornerstones for an Egalitarian Capitalism, Londres, Verso, 2006

## Sites internet
- Institute for Public Policy Research] (britannique), pages consacrées au Child Trust Fund
- Université du Wisconsin-Madison, département de sociologie, pages du projet « real utopias »
- Site Internet américain de la New American Foundation, consacré aux expériences d’« asset  building »
- Les programmes de l’administration américaine en matière d’« asset  building »
- Présentation du Child Trust Fund et premiers éléments de bilan
- Site de l’Institute for Fiscal Studies (contient plusieurs expertises sur le CTF)
- Site de l'Association Intergénérations pour le capital Universel: